# طنبوريت
طنبوريت هي إحدى القرى اللبنانية من قرى قضاء صيدا في محافظة الجنوب.
تبعد طنبوريت حوالي 53 كلم (32.9342 مي) عن بيروت عاصمة لبنان. ترتفع حوالي 300 م (1) (984.3 قدم - 328.08 يارد) عن سطح البحر وتمتد على مساحة تُقدَّر بـ 287 هكتاراً (2.87 كلم²- 1.10782 مي² (2)).

## وصلات خارجية
موقع البلدة على الشبكة